# Pau Esteve i Grimau
Pau Esteve i Grimau (Barcelona?, 1730? - Madrid, 1794) fou un compositor català del Classicisme, que junt a Pablo del Moral i Blas de Laserna impulsa les conegudes <tonadillas>.
Emigrà a Madrid el 1760, on ja continuà la resta dels seus dies, començà a distingir-se com a autor de tonadilles peces curtes de música dramàtica que s'intercalaven entre els actes de les comèdies i d'altres extenses obres. Abans d'assolir plaça de mestre compositor en els teatres de Madrid, fou mestre de capella a casa del duc d'Osuna, segons demostra el seu fulletó Letras de la música que se canta en la Opera Cómico-Bufo-Dramatica intitulada «También de amor los rigores sacan fruto entre las flores», por otro titulo «Los jardines de Aranjuez». Representada en el coliseo de la Cruz de esta corte por la compañia de Maria Hidalgo, compuesta por don Pablo Esteve i Grimau, Maestro de capilla catalán y de casa del Excmo. Sr. D.Pedro Zoylo Téllez Girón, etc., Duque de Osuna, mi señor...(Manuel Martín, Madrid, (1768).
També la música d'aquesta peça era obra seva. I ja devia ser conegut com a mestre des de molt abans, perquè en un memorial seu presentat a l'Ajuntament el 1786 diu que portava ja 28 anys component música per al teatre, el qual ens porta el 1758 com a any inicial del seu exercici.
El 1778, assoleix, per fi, entrar de mestre músic en una de les companyies de Madrid, amb el sou d'un primer gal·lan o sigui 30 rals diaris i uns altres quants de ració els dies que es representava; i en aquest lloc continuà fins al 1790, en què, més per despit i enemistat amb els còmics que per impossibilitat mental o física, demanà i aconseguí la jubilació amb la meitat dels emoluments. Encara el 1800 restava útil seguia component música, però degué morir poc temps després.
Malgrat que el desenvolupament del seu càrrec en el teatre l'imposava l'obligació de compondre la música d'un nombre de tonadillas que per terme mitjà arribaven de 25 a 30 per any i, a més, totes les àries, recitats, seguidilles i d'altres coples que es cantessin en les sarsueles i altres obres musicals, encara va escriure Esteve i Grimau un nombre molt més gran, ja que sense conèixer encara avui tot el que la seva fecunda inspiració produí, passen molt de 400 les tonadillas, només a, a duet, a tres, a quatre i generals els quals tests o títols es conserven en l'Arxiu Municipal de la cort.
Més de 100 números musicals abasten els que posà a diverses comèdies, sarsueles, entremeses, sainets, lloes i finals de festa, donant un total tot això de prop de 600 composicions musicals.
Es va dedicar també a la poesia, encara que en aquest art no va sobresortir. Per bé que té per disculpa la necessitat de proporcionar-se ell mateix la lletra de llurs composicions a manca d'enginys que sabessin fer bons llibrets.

De les seves primeres obres, a part de la ja citada, seran la 
| «                       | Letras que se cantan en la comedia «No hay en amor fineza más constante que dexar por amor su mismo amante» inclusas las tonadillas que se cantan igualmente en los Saynetes de esta fiesta en el coliseo de la Cruz. Año de 1766. | » |
| — Manuel Martín. Madrid | |   |

També li pertany la poesia (i la música) de la sarsuela La isla de las pescadoras i la de Las flores en obsequiosa ofrenda. Loa nueva que se executó en el festejo hecho a SS.AA. los Sereníssimos Principes de Asturias e Infantes por los actores de ambas compañias de los Coliseos de esta corte en el real Sitio de Aranjuez el dia 27 de junio de este año; dirigida por don Pablo Esteve y Grimau, compositor de los teatros de Madrid (Madrid, 1785).
La música d'Esteve i Grimau, especialment la de les tonadillas i sainets, és purament espanyola; restà basada en la cançó popular i aires comú a diverses províncies espanyoles, però revestida amb els adorns de l'harmonia i encara alterada o addicionada la part melòdica amb els recursos que llur enginy musical li suggeria. En les altres peces imita o segueix de prop el gust i els mètodes italians.